# Barreiro de Besteiros e Tourigo
Barreiro de Besteiros e Tourigo (oficialmente: União das Freguesias de Barreiros de Besteiros e Tourigo) é uma freguesia portuguesa do município de Tondela, com 45,73 km² de área e 1200 habitantes (censo de 2021). A sua densidade populacional é 26,2 hab./km².

## História
Foi criada aquando da reorganização administrativa de 2012/2013, resultando da agregação das antigas freguesias de Barreiro de Besteiros e Tourigo.

## Demografia
A população registada nos censos foi:
| Distribuição da População por Grupos Etários | Distribuição da População por Grupos Etários | Distribuição da População por Grupos Etários | Distribuição da População por Grupos Etários | Distribuição da População por Grupos Etários | Distribuição da População por Grupos Etários |
| -------------------------------------------- | -------------------------------------------- | -------------------------------------------- | -------------------------------------------- | -------------------------------------------- | -------------------------------------------- |
| Antes da agregação                           |                                              |                                              |                                              |                                              |                                              |
| Ano                                          | 0-14 anos                                    | 15-24 anos                                   | 25-64 anos                                   | >= 65 anos                                   | Total                                        |
| 2001                                         | 228                                          | 207                                          | 807                                          | 390                                          | 1632                                         |
| 2011                                         | 147                                          | 147                                          | 737                                          | 456                                          | 1487                                         |
| Após a agregação                             |                                              |                                              |                                              |                                              |                                              |
| Ano                                          | 0-14 anos                                    | 15-24 anos                                   | 25-64 anos                                   | >= 65 anos                                   | Total                                        |
| 2021                                         | 102                                          | 98                                           | 577                                          | 423                                          | 1200                                         |